# Kurt Priemel

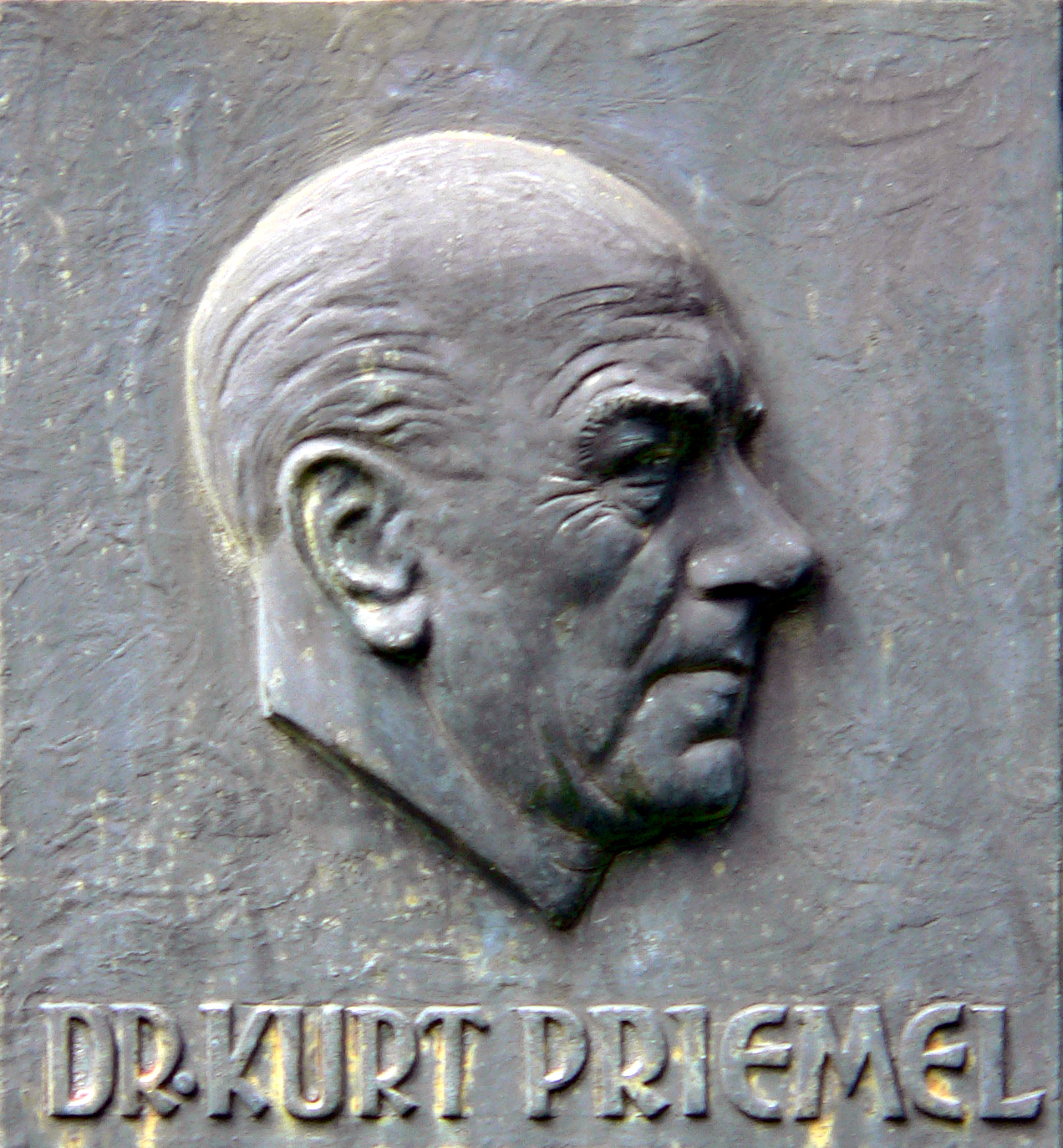
Kurt Priemel auf einer Gedenktafel im Frankfurter Zoo

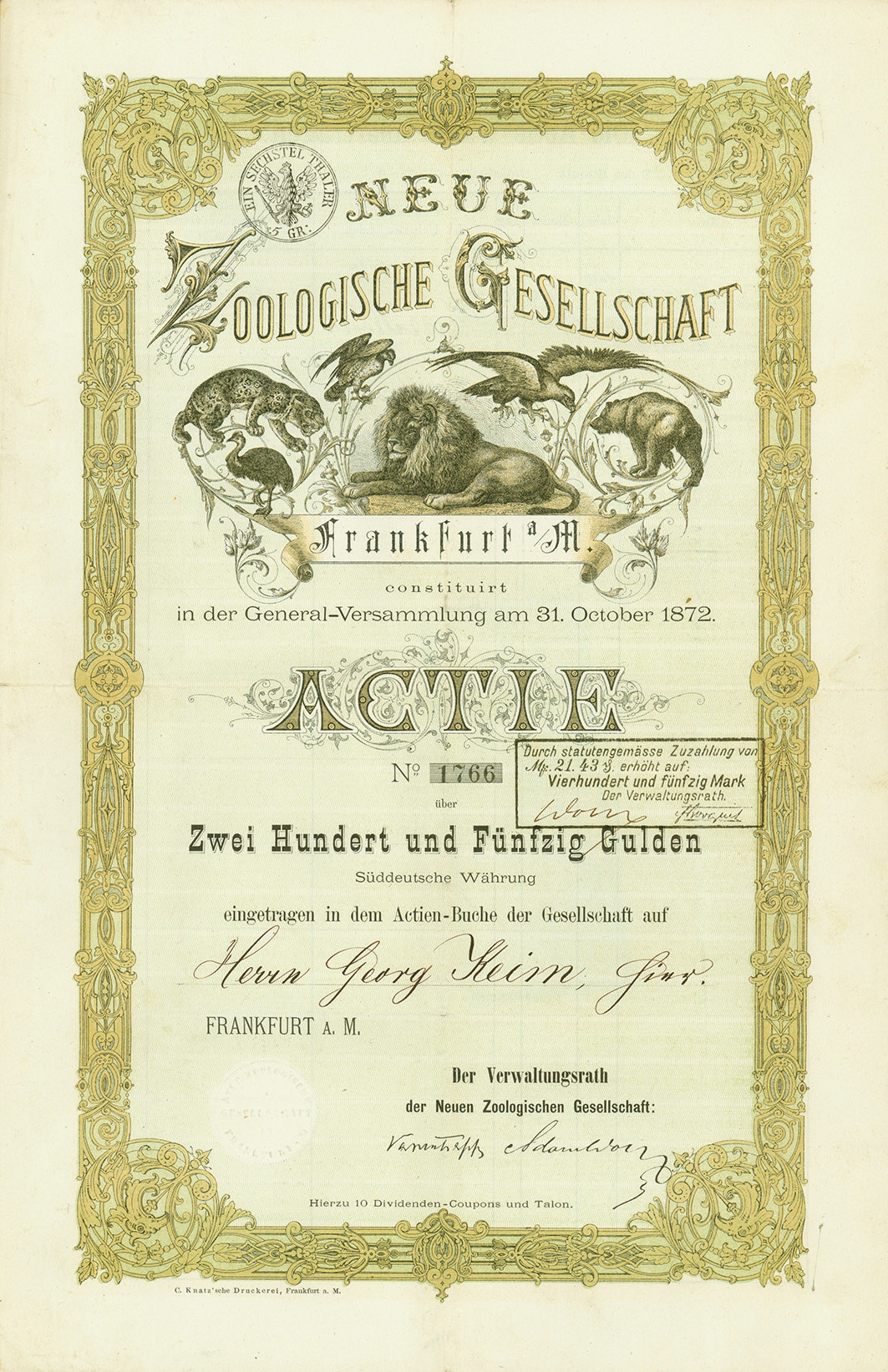
Aktie der Neuen Zoologischen Gesellschaft vom 31. Oktober 1872

Kurt Priemel (* 22. Juli 1880 in Freiburg in Schlesien (heute Świebodzice); † 21. Februar 1959 in Frankfurt am Main) war Direktor des Frankfurter Zoos von 1908 bis 1938.

## Studium
Kurt Priemel studierte in Breslau und Bern Naturwissenschaften mit Schwerpunkt Geologie und Paläontologie. 1899 wurde er Mitglied des Corps Silingia Breslau.

## Zoodirektor in Frankfurt
Am 1. April 1908 wurde Kurt Priemel wissenschaftlicher Direktor des Frankfurter Zoos. Nach dem Ausscheiden von Verwaltungsdirektor Victor Goering zum 1. Oktober 1913 wurde Priemel zum alleinigen Direktor berufen. 1915 ging der Träger des Zoos, die Neue Zoologische Gesellschaft, Konkurs und der Zoo kam in die Trägerschaft der Stadt Frankfurt. Während seiner dreißigjährigen Dienstzeit setzte Priemel im Frankfurter Zoo Akzente: Ab 1924 gab es ein Kino, in dem Naturfilme gezeigt wurden. 1928 war das renovierte Aquarium eines der modernsten der Welt. Eine Sensation war 1929 ein Gorilla im Zoo, kurz darauf wurde das Affenhaus eröffnet, in dem es auch Orang-Utans zu sehen gab.
1935 wurde Priemel zum ersten Präsidenten des neu gegründeten Internationalen Verbands der Direktoren Zoologischer Gärten gewählt. Aus gesundheitlichen Gründen trat Priemel zum 1. April 1938 in den Ruhestand. Er siedelte nach Garmisch-Partenkirchen über, von wo er, angeblich mit einer gewissen Verbitterung über die Umstände seiner Pensionierung, die weiteren Entwicklungen in der Zoowelt aufmerksam verfolgte.

## Gesellschaft zur Erhaltung des Wisents
Nach dem Ersten Weltkrieg sahen rund 50 Biologen, Tierärzte und engagierte Amateure die Möglichkeit, dem Aussterben des Wisents mit Hilfe von Zoos entgegenzuwirken. Im August 1923 gründeten sie unter der Leitung Kurt Priemels in Berlin die Internationale Gesellschaft zur Erhaltung des Wisents, deren Ziele die planmäßige Zucht und Wiederauswilderung des Wisents in Schutzgebieten war. Damals lebten 54 reinrassige Wisente in zoologischen Gärten und privaten Gehegen, von denen 12 nicht miteinander verwandt waren, die wildlebenden Tiere waren ausgerottet.
1923 schrieb Priemel: „Alle Arbeit für den großen und herrlichen Gedanken des Naturschutzes muß Stückwerk bleiben, wenn sie nicht auf dem Boden der Internationalität gedeiht. Naturschutz ist heute nicht nur eine unabweisbare Forderung unserer Zeit, sondern er ist auch eine Wissenschaft geworden, die sich zur allgemeinen Anerkennung durchgerungen hat.“
Die Gesellschaft führte als erstes Herdbuch für Wildtiere das Zuchtbuch für Wisente, das auf die jahrelange Arbeit von Kurt Priemel und Ludwig Zukowsky, dem wissenschaftlichen Mitarbeiter des Tierparks Carl Hagenbeck, zurückgreifen konnte; in diesem Zuchtbuch wurden Daten zu jedem Wisent notiert, um einen internationalen Austausch zuchtfähiger Tiere zu ermöglichen und so der Inzucht entgegenzuwirken. Nach 1945 übernahm der Warschauer Zoo die Führung des Zuchtbuches.

## Ehrungen
Für seine Verdienste um die Erhaltungszucht des Wisents wurde Priemel 1953 das Bundesverdienstkreuz am Bande verliehen.